# A Liverpool FC 1896–1897-es szezonja
A Liverpool FC első ízben vágott neki Tom Watson irányításával a bajnoki küzdelmeknek, immáron vörös-fehér felszerelésben. Az élvonalba frissen feljutott gárda ezúttal már nem okozott csalódást a szurkolóknak és végül az ötödik helyen zárta a pontvadászatot. A legnagyobb győzelmet az idényben a Blackburn Rovers FC 4-0-s legyőzése jelentette, a legnagyobb arányú vereség pedig a Stoke City otthonában elszenvedett 6-1 volt. Az átlagnézőszám a bajnokságban 12400 fő volt mérkőzésenként, az FA Kupát is beleszámítva pedig 13055 fő látogatta a Liverpool mérkőzéseit. A 46 rúgott gól 1,53 meccsenkénti gólátlagot jelentett a bajnokságban.

## Igazolások
Érkezők:
| Dátum         | Név               | nemzetiség | Honnan             | Ár         |
| ------------- | ----------------- | ---------- | ------------------ | ---------- |
| 1896          | Bill Michael      | skót       | Hearts FC          | ismeretlen |
| 1896. május   | Robert Neill      | skót       | Hibernian FC       | ismeretlen |
| 1896. május   | Willie Donnelly   | skót       | Clyde FC           | ismeretlen |
| 1897          | Andrew McCowie    | skót       | Cambuslang Hibs FC | ingyen     |
| 1897. március | Patrick Finnerhan | angol      | Manchester City FC | ismeretlen |

Távozók:
| Dátum         | Név             | nemzetiség | Hova               | Ár         |
| ------------- | --------------- | ---------- | ------------------ | ---------- |
| 1896          | Bernard Battles | skót       | Celtic FC          | ismeretlen |
| 1897          | William Keech   | angol      | Barnsley St Peters | ismeretlen |
| 1897. március | Jimmy Ross      | skót       | Burnley FC         | ismeretlen |
| 1897. március | Malcolm McVean  | skót       | Burnley FC         | ismeretlen |
| 1897. április | Robert Neill    | skót       | Glasgow Rangers FC | ismeretlen |

## Division 1

### Mérkőzések
| 1896. szeptember 1. |

| The Wednesday | 1-2 | Liverpool FC         |
| ------------- | --- | -------------------- |
| ?             |     | 13' 44' George Allan |

| Olive Grove, Sheffield (Anglia) Nézőszám: 2000 |

Felállás: 1  	 Harry Storer
2 	 Archie Goldie
3 	 Tom Wilkie
4 	 John McCartney
5 	 Joe McQue
6 	 Thomas Cleghorn
7 	 Malcolm McVean
8 	 Jimmy Ross
9 	 George Allan
10 	 Frank Becton
11 	 Thomas Bradshaw
| 1896. szeptember 5. |

| Blackburn Rovers FC | 1-0 | Liverpool FC |
| ------------------- | --- | ------------ |
| ?                   |     |              |

| Ewood Park, Blackburn (Anglia) Nézőszám: 7000 |

Felállás: 1  	 Harry Storer
2 	 Archie Goldie
3 	 Tom Wilkie
4 	 John McCartney
5 	 Joe McQue
6 	 Thomas Cleghorn
7 	 Malcolm McVean
8 	 Jimmy Ross
9 	 George Allan
10 	 Frank Becton
11 	 Bill Michael
| 1896. szeptember 7. |

| Liverpool FC | 0-2 | Bolton Wanderers FC |
| ------------ | --- | ------------------- |
|              |     | ?                   |

| Anfield Stadion, Liverpool (Anglia) Nézőszám: 15000 |

Felállás: 1  	 Harry Storer
2 	 Archie Goldie
3 	 Tom Wilkie
4 	 John McCartney
5 	 Joe McQue
6 	 Thomas Cleghorn
7 	 Malcolm McVean
8 	 Jimmy Ross
9 	 George Allan
10 	 Frank Becton
11 	 Thomas Bradshaw
| 1892. szeptember 12. |

| Liverpool FC                                  | 2-0 | Derby County FC |
| --------------------------------------------- | --- | --------------- |
| Jimmy Methven 25' (öngól) Thomas Bradshaw 44' |     |                 |

| Anfield Stadion, Liverpool (Anglia) Nézőszám: 16000 |

Felállás: 1  	 Harry Storer
2 	 Archie Goldie
3 	 Tom Wilkie
4 	 John McCartney
5 	 Joe McQue
6 	 James Holmes
7 	 Malcolm McVean
8 	 Jimmy Ross
9 	 George Allan
10 	 Frank Becton
11 	 Thomas Bradshaw
| 1896. szeptember 19. |

| Bury FC | 1-2 | Liverpool FC                        |
| ------- | --- | ----------------------------------- |
| ?       |     | 35' Malcolm McVean 65' George Allan |

| Gigg Lane, Bury (Anglia) Nézőszám: 7000 |

Felállás: 1  	 Harry Storer
2 	 Archie Goldie
3 	 Tom Wilkie
4 	 John McCartney
5 	 Joe McQue
6 	 James Holmes
7 	 Malcolm McVean
8 	 Jimmy Ross
9 	 George Allan
10 	 Frank Becton
11 	 Thomas Bradshaw
| 1896. szeptember 26. |

| Liverpool FC | 0-0 | West Bromwich Albion FC |
| ------------ | --- | ----------------------- |
|              |     |                         |

| Anfield Stadion, Liverpool (Anglia) Nézőszám: 14000 |

Felállás: 1  	 Harry Storer
2 	 Archie Goldie
3 	 Tom Wilkie
4 	 John McCartney
5 	 Joe McQue
6 	 James Holmes
7 	 Malcolm McVean
8 	 Jimmy Ross
9 	 George Allan
10 	 Frank Becton
11 	 Thomas Bradshaw
| 1896. október 3. |

| Everton FC | 2-1 | Liverpool FC |
| ---------- | --- | ------------ |
| ?          |     | Jimmy Ross   |

| Goodison Park, Liverpool (Anglia) Nézőszám: 45000 |

Felállás: 1  	 Harry Storer
2 	 Archie Goldie
3 	 Tom Wilkie
4 	 John McCartney
5 	 Joe McQue
6 	 James Holmes
7 	 Malcolm McVean
8 	 Jimmy Ross
9 	 George Allan
10 	 Frank Becton
11 	 Thomas Bradshaw
| 1896. október 10. |

| Liverpool FC                                            | 3-0 | Nottingham Forest FC |
| ------------------------------------------------------- | --- | -------------------- |
| 38' Bill Michael 85' Malcolm McVean 88' Thomas Bradshaw |     |                      |

| Anfield Stadion, Liverpool (Anglia) Nézőszám: 10000 |

Felállás: 1  	 Harry Storer
2 	 Archie Goldie
3 	 Tom Wilkie
4 	 John McCartney
5 	 Joe McQue
6 	 James Holmes
7 	 Malcolm McVean
8 	 Jimmy Ross
9 	 George Allan
10 	 Bill Michael
11 	 Thomas Bradshaw
| 1896. október 17. |

| Sunderland AFC | 4-3 | Liverpool FC                                              |
| -------------- | --- | --------------------------------------------------------- |
| ?              |     | 72' Archie Goldie 85' (öngól) Donald Gow 88' George Allan |

| Newcastle Road, Sunderland (Anglia) Nézőszám: 7000 |

Felállás: 1  	 Harry Storer
2 	 Archie Goldie
3 	 Tom Wilkie
4 	 John McCartney
5 	 Robert Neill
6 	 James Holmes
7 	 Malcolm McVean
8 	 Jimmy Ross
9 	 George Allan
10 	 Bill Michael
11 	 Thomas Bradshaw
| 1896. október 19. |

| Sheffield United FC | 1-1 | Liverpool FC    |
| ------------------- | --- | --------------- |
| ?                   |     | Thomas Bradshaw |

| Bramall Lane, Sheffield (Anglia) Nézőszám: 6000 |

Felállás: 1  	 Harry Storer
2 	 Archie Goldie
3 	 Tom Wilkie
4 	 John McCartney
5 	 Robert Neill
6 	 James Holmes
7 	 Malcolm McVean
8 	 Jimmy Ross
9 	 George Allan
10 	 Bill Michael
11 	 Thomas Bradshaw
| 1896. október 24. |

| Liverpool FC                         | 4-0 | Blackburn Rovers FC |
| ------------------------------------ | --- | ------------------- |
| George Allan Bill Michael Jimmy Ross |     |                     |

| Anfield Stadion, Liverpool (Anglia) Nézőszám: 10000 |

Felállás: 1  	 Harry Storer
2 	 Archie Goldie
3 	 Tom Wilkie
4 	 John McCartney
5 	 Robert Neill
6 	 James Holmes
7 	 Malcolm McVean
8 	 Jimmy Ross
9 	 George Allan
10 	 Bill Michael
11 	 Thomas Bradshaw
| 1896. október 31. |

| West Bromwich Albion FC | 0-1   | Liverpool FC    |
| ----------------------- | ----- | --------------- |
|                         | (0-1) | 1' George Allan |

| Stoney Lane, Birmingham (Anglia) Nézőszám: 5000 |

Felállás: 1  	 Harry Storer
2 	 Archie Goldie
3 	 Tom Wilkie
4 	 John McCartney
5 	 Robert Neill
6 	 James Holmes
7 	 Malcolm McVean
8 	 Jimmy Ross
9 	 George Allan
10 	 Bill Michael
11 	 Thomas Bradshaw
| 1896. november 7. |

| Liverpool FC                | 3-0 | Sunderland AFC |
| --------------------------- | --- | -------------- |
| David Hannah Malcolm McVean |     |                |

| Anfield Stadion, Liverpool (Anglia) Nézőszám: 10000 |

Felállás: 1  	 Harry Storer
2 	 Archie Goldie
3 	 Tom Wilkie
4 	 John McCartney
5 	 Robert Neill
6 	 James Holmes
7 	 Malcolm McVean
8 	 Jimmy Ross
9 	 George Allan
10 	 Bill Michael
11 	 David Hannah
| 1896. november 14. |

| Preston North End FC | 1-1 | Liverpool FC |
| -------------------- | --- | ------------ |
| ?                    |     | Bill Michael |

| Deepdale, Preston (Anglia) Nézőszám: 10000 |

Felállás: 1  	 Harry Storer
2 	 Archie Goldie
3 	 Tom Wilkie
4 	 John McCartney
5 	 Robert Neill
6 	 James Holmes
7 	 Malcolm McVean
8 	 Jimmy Ross
9 	 George Allan
10 	 Bill Michael
11 	 Thomas Bradshaw
| 1896. november 21. |

| Liverpool FC | 0-0 | Everton FC |
| ------------ | --- | ---------- |
|              |     | Milward    |

| Anfield Stadion, Liverpool (Anglia) Nézőszám: 30000 |

Felállás: 1  	 Harry Storer
2 	 Archie Goldie
3 	 Tom Wilkie
4 	 John McCartney
5 	 Robert Neill
6 	 James Holmes
7 	 Malcolm McVean
8 	 Fred Geary
9 	 George Allan
10 	 Bill Michael
11 	 Thomas Bradshaw
| 1896. november 28. |

| Nottingham Forest FC | 2-0 | Liverpool FC |
| -------------------- | --- | ------------ |
| ?                    |     |              |

| City Ground, Nottingham (Anglia) Nézőszám: 6000 |

Felállás: 1  	 Harry Storer
2 	 Archie Goldie
3 	 Tom Wilkie
4 	 John McCartney
5 	 Robert Neill
6 	 James Holmes
7 	 Malcolm McVean
8 	 Jimmy Ross
9 	 George Allan
10 	 Bill Michael
11 	 Thomas Bradshaw
| 1896. december 12. |

| Liverpool FC                | 3-1 | Bury FC |
| --------------------------- | --- | ------- |
| George Allan Malcolm McVean |     | ?       |

| Anfield Stadion, Liverpool (Anglia) Nézőszám: 7000 |

Felállás: 1  	 Harry Storer
2 	 Matt McQueen
3 	 Tom Wilkie
4 	 John McCartney
5 	 Robert Neill
6 	 Thomas Cleghorn
7 	 Malcolm McVean
8 	 Jimmy Ross
9 	 George Allan
10 	 Frank Becton
11 	 Thomas Bradshaw
| 1896. december 19. |

| Derby County FC | 3-2 | Liverpool FC                  |
| --------------- | --- | ----------------------------- |
| ?               |     | 25' Bill Michael Robert Neill |

| Baseball Ground, Derby (Anglia) Nézőszám: 10000 |

Felállás: 1  	 Harry Storer
2 	 Archie Goldie
3 	 Tom Wilkie
4 	 John McCartney
5 	 Robert Neill
6 	 Thomas Cleghorn
7 	 Malcolm McVean
8 	 Bill Michael
9 	 George Allan
10 	 Frank Becton
11 	 Thomas Bradshaw
| 1896. december 25. |

| Liverpool FC                          | 3-3 | Aston Villa FC |
| ------------------------------------- | --- | -------------- |
| George Allan Frank Becton 60' (11-es) |     | ?              |

| Anfield Stadion, Liverpool (Anglia) Nézőszám: 15000 |

Felállás: 1  	 Harry Storer
2 	 Archie Goldie
3 	 Tom Wilkie
4 	 John McCartney
5 	 Robert Neill
6 	 Thomas Cleghorn
7 	 Malcolm McVean
8 	 Bill Michael
9 	 George Allan
10 	 Frank Becton
11 	 Thomas Bradshaw
| 1896. december 26. |

| Burnley FC | 4-1 | Liverpool FC    |
| ---------- | --- | --------------- |
| ?          |     | 9' Frank Becton |

| Turf Moor, Burnley (Anglia) Nézőszám: 9000 |

Felállás: 1  	 Willie Donnelly
2 	 Archie Goldie
3 	 Tom Wilkie
4 	 John McCartney
5 	 Robert Neill
6 	 Thomas Cleghorn
7 	 Malcolm McVean
8 	 Jimmy Ross
9 	 George Allan
10 	 Frank Becton
11 	 Thomas Bradshaw
| 1897. január 1. |

| Bolton Wanderers FC | 1-4 | Liverpool FC                           |
| ------------------- | --- | -------------------------------------- |
| ?                   |     | George Allan Fred Geary John McCartney |

| Burnden Park, Bolton (Anglia) Nézőszám: 20000 |

Felállás: 1  	 Willie Donnelly
2 	 Archie Goldie
3 	 Tom Wilkie
4 	 John McCartney
5 	 Robert Neill
6 	 Thomas Cleghorn
7 	 Malcolm McVean
8 	 Jimmy Ross
9 	 George Allan
10 	 Frank Becton
11 	 Fred Geary
| 1897. január 2. |

| Liverpool FC | 0-0 | Sheffield United FC |
| ------------ | --- | ------------------- |
|              |     |                     |

| Anfield Stadion, Liverpool (Anglia) Nézőszám: 15000 |

Felállás: 1  	 Willie Donnelly
2 	 Archie Goldie
3 	 Tom Wilkie
4 	 John McCartney
5 	 Robert Neill
6 	 Thomas Cleghorn
7 	 David Hannah
8 	 Jimmy Ross
9 	 George Allan
10 	 Frank Becton
11 	 Fred Geary
| 1897. január 9. |

| Wolverhampton Wanderers FC | 1-2 | Liverpool FC                |
| -------------------------- | --- | --------------------------- |
| ?                          |     | 14' George Allan Fred Geary |

| Molineux, Wolverhampton (Anglia) Nézőszám: 2000 |

Felállás: 1  	 Willie Donnelly
2 	 Archie Goldie
3 	 Tom Wilkie
4 	 John McCartney
5 	 Robert Neill
6 	 Thomas Cleghorn
7 	 Bill Michael
8 	 Fred Geary
9 	 George Allan
10 	 Frank Becton
11 	 Thomas Bradshaw
| 1897. január 16. |

| Liverpool FC     | 1-0   | Stoke City FC |
| ---------------- | ----- | ------------- |
| George Allan 30' | (1-0) |               |

| Anfield Stadion, Liverpool (Anglia) Játékvezető: 10000 |

Felállás: 1  	 Willie Donnelly
2 	 Archie Goldie
3 	 Tom Wilkie
4 	 John McCartney
5 	 Robert Neill
6 	 Thomas Cleghorn
7 	 Fred Geary
8 	 Jimmy Ross
9 	 George Allan
10 	 Frank Becton
11 	 Thomas Bradshaw
| 1897. február 6. |

| Stoke City FC | 6-1 | Liverpool FC |
| ------------- | --- | ------------ |
| ?             |     | 40'          |

| Victoria Ground, Stoke (Anglia) Nézőszám: 7000 |

Felállás: 1  	 Willie Donnelly
2 	 Archie Goldie
3 	 Tom Wilkie
4 	 John McCartney
5 	 Robert Neill
6 	 Thomas Cleghorn
7 	 Malcolm McVean
8 	 Jimmy Ross
9 	 George Allan
10 	 Frank Becton
11 	 Bill Michael
| 1897. március 4. |

| Liverpool FC                                  | 3-0 | Wolverhampton Wanderers FC |
| --------------------------------------------- | --- | -------------------------- |
| Frank Becton 25' George Allan Thomas Bradshaw |     |                            |

| Anfield Stadion, Liverpool (Anglia) Nézőszám: 4000 |

Felállás: 1  	 Harry Storer
2 	 Archie Goldie
3 	 Billy Dunlop
4 	 John McCartney
5 	 Robert Neill
6 	 Thomas Cleghorn
7 	 Malcolm McVean
8 	 Bill Michael
9 	 George Allan
10 	 Frank Becton
11 	 Thomas Bradshaw
| 1897. március 13. |

| Aston Villa FC | 0-0 | Liverpool FC |
| -------------- | --- | ------------ |
|                |     |              |

| Villa Park, Birmingham (Anglia) Nézőszám: 18000 |

Felállás: 1  	 Harry Storer
2 	 Archie Goldie
3 	 Billy Dunlop
4 	 John McCartney
5 	 Robert Neill
6 	 Thomas Cleghorn
7 	 David Hannah
8 	 Fred Geary
9 	 George Allan
10 	 Bill Michael
11 	 Thomas Bradshaw
| 1897. március 27. |

| Liverpool FC | 1-2 | Burnley FC |
| ------------ | --- | ---------- |
| Robert Neill |     | ?          |

| Anfield Stadion, Liverpool (Anglia) Nézőszám: 12000 |

Felállás: 1  	 Harry Storer
2 	 Archie Goldie
3 	 Billy Dunlop
4 	 John McCartney
5 	 Robert Neill
6 	 Thomas Cleghorn
7 	 Fred Geary
8 	 Bill Michael
9 	 George Allan
10 	 Frank Becton
11 	 Thomas Bradshaw
| 1897. április 3. |

| Liverpool FC | 2-2 | The Wednesday                             |
| ------------ | --- | ----------------------------------------- |
| ?            |     | 70' Bill Michael 82' (11-es) Frank Becton |

| Anfield Stadion, Liverpool (Anglia) Nézőszám: 6000 |

Felállás: 1  	 Charlie Jowitt
2 	 Archie Goldie
3 	 Billy Dunlop
4 	 John McCartney
5 	 Robert Neill
6 	 Thomas Cleghorn
7 	 Fred Geary
8 	 Bill Michael
9 	 Andrew McCowie
10 	 Frank Becton
11 	 Thomas Bradshaw
| 1897. április 10. |

| Liverpool FC | 0-0 | Preston North End FC |
| ------------ | --- | -------------------- |
|              |     |                      |

| Anfield Stadion, Liverpool (Anglia) Nézőszám: 12000 |

Felállás: 1  	 Harry Storer
2 	 Archie Goldie
3 	 Billy Dunlop
4 	 John McCartney
5 	 Robert Neill
6 	 Thomas Cleghorn
7 	 Andrew McCowie
8 	 Bill Michael
9 	 George Allan
10 	 Frank Becton
11 	 Thomas Bradshaw

## FA Kupa
Első forduló:
| 1897. január 30. |

| Liverpool FC                                                        | 4-3 | Burton Swifts |
| ------------------------------------------------------------------- | --- | ------------- |
| David Hannah 5' George Allan 19' Thomas Cleghorn 70' Jimmy Ross 89' |     | ?             |

| Anfield Stadion, Liverpool (Anglia) Nézőszám: 4000 |

Felállás: 1  	 Willie Donnelly
2 	 Archie Goldie
3 	 Tom Wilkie
4 	 John McCartney
5 	 Joe McQue
6 	 Thomas Cleghorn
7 	 Bill Michael
8 	 Jimmy Ross
9 	 George Allan
10 	 Frank Becton
11 	 David Hannah
Második forduló:
| 1897. február 13. |

| West Bromwich Albion FC | 1-2 | Liverpool FC                       |
| ----------------------- | --- | ---------------------------------- |
| ?                       |     | 5' Malcolm McVean 24' Robert Neill |

| Stoney Lane, Birmingham (Anglia) Nézőszám: 16000 |

Felállás: 1  	 Willie Donnelly
2 	 Archie Goldie
3 	 Tom Wilkie
4 	 John McCartney
5 	 Robert Neill
6 	 Thomas Cleghorn
7 	 Malcolm McVean
8 	 Jimmy Ross
9 	 George Allan
10 	 Frank Becton
11 	 Fred Geary
Harmadik forduló:
| 1897. február 27. |

| Liverpool FC     | 1-1 | Nottingham Forest FC |
| ---------------- | --- | -------------------- |
| Frank Becton 30' |     | ?                    |

| Anfield Stadion, Liverpool (Anglia) Nézőszám: 15000 |

Felállás: 1  	 Harry Storer
2 	 Archie Goldie
3 	 Tom Wilkie
4 	 John McCartney
5 	 Robert Neill
6 	 Thomas Cleghorn
7 	 Malcolm McVean
8 	 Bill Michael
9 	 George Allan
10 	 Frank Becton
11 	 Thomas Bradshaw
Harmadik forduló (újrajátszás):
| 1897. március 3. |

| Nottingham Forest FC | 0-1 | Liverpool FC |
| -------------------- | --- | ------------ |
|                      |     | George Allan |

| City Ground, Nottingham (Anglia) Nézőszám: 10000 |

Felállás: 1  	 Harry Storer
2 	 Archie Goldie
3 	 Billy Dunlop
4 	 John McCartney
5 	 Robert Neill
6 	 Thomas Cleghorn
7 	 Fred Geary
8 	 Bill Michael
9 	 George Allan
10 	 Frank Becton
11 	 Thomas Bradshaw
Elődöntő:
| 1897. március 20. |

| Liverpool FC | 0-3 | Aston Villa FC |
| ------------ | --- | -------------- |
|              |     | ?              |

| Bramall Lane, Sheffield (Anglia) Nézőszám: 30000 |

Felállás: 1  	 Harry Storer
2 	 Archie Goldie
3 	 Billy Dunlop
4 	 John McCartney
5 	 Robert Neill
6 	 Thomas Cleghorn
7 	 Fred Geary
8 	 Bill Michael
9 	 George Allan
10 	 Frank Becton
11 	 Thomas Bradshaw
A Liverpool FC kiesett az FA Kupából.

## Statisztikák

### Pályára lépések
Összesen 21 játékos lépett pályára a Liverpoolban.
| Név             | Bajnokság | FA Kupa | Összesen |
| --------------- | --------- | ------- | -------- |
| John McCartney  | 30        | 5       | 35       |
| George Allan    | 29        | 5       | 34       |
| Archie Goldie   | 29        | 5       | 34       |
| Thomas Bradshaw | 25        | 3       | 28       |
| Tom Wilkie      | 25        | 3       | 28       |
| Robert Neill    | 22        | 4       | 26       |
| Harry Storer    | 23        | 3       | 26       |
| Frank Becton    | 20        | 5       | 25       |
| Malcolm McVean  | 23        | 2       | 25       |
| Bill Michael    | 19        | 4       | 23       |
| Jimmy Ross      | 21        | 2       | 23       |
| Thomas Cleghorn | 17        | 5       | 22       |
| James Holmes    | 13        | 0       | 13       |
| Fred Geary      | 8         | 3       | 11       |
| Joe McQue       | 8         | 1       | 9        |
| Willie Donnelly | 6         | 2       | 8        |
| Billy Dunlop    | 5         | 2       | 7        |
| David Hannah    | 3         | 1       | 4        |
| Andrew McCowie  | 2         | 0       | 2        |
| Charlie Jowitt  | 1         | 0       | 1        |
| Matt McQueen    | 1         | 0       | 1        |

### Gólszerzők
Összesen 12 játékos szerzett gólt tétmérkőzésen a Liverpoolban.
| Név             | Bajnokság | FA Kupa | Összesen |
| --------------- | --------- | ------- | -------- |
| George Allan    | 16        | 2       | 18       |
| Frank Becton    | 5         | 1       | 6        |
| Malcolm McVean  | 4         | 1       | 5        |
| Bill Michael    | 5         | 0       | 5        |
| Thomas Bradshaw | 4         | 0       | 4        |
| David Hannah    | 2         | 1       | 3        |
| Robert Neill    | 2         | 1       | 3        |
| Jimmy Ross      | 2         | 1       | 3        |
| Fred Geary      | 2         | 0       | 2        |
| Archie Goldie   | 1         | 0       | 1        |
| John McCartney  | 1         | 0       | 1        |
| Thomas Cleghorn | 0         | 1       | 1        |

## Egyéb mérkőzések
| Dátum                | Hazai               | Eredmény | Vendég          | Stadion            | Kiírás            |
| -------------------- | ------------------- | -------- | --------------- | ------------------ | ----------------- |
| 1896. szeptember 21. | Liverpool FC        | 2-1      | Darwen FC       | Anfield Stadion    | barátságos        |
| 1897. február 20.    | Small Heath FC      | 1-5      | Liverpool FC    | Muntz Street       | barátságos        |
| 1897. március 6.     | Liverpool FC        | 2-1      | Hearts FC       | Anfield Stadion    | barátságos        |
| 1897. április 7.     | Walsall Town Swifts | 0-1      | Liverpool FC    | Peel Croft         | Bass Charity Vase |
| 1897. április 12.    | Liverpool FC        | 1-1      | Burnley FC      | Anfield Stadion    | emlékmérkőzés     |
| 1897. április 13.    | Oldham FC           | 3-1      | Liverpool FC    | Sheepfoot Lane     | barátságos        |
| 1897. április 19.    | Everton FC          | 2-1      | Liverpool FC    | Goodison Park      | barátságos        |
| 1897. április 20.    | Liverpool FC        | 1-0      | Cliftonville FC | Anfield Stadion    | barátságos        |
| 1897. április 21.    | Burton Wanderers FC | 0-1      | Liverpool FC    | Peel Croft         | Bass Charity Vase |
| 1897. április 24.    | Hearts FC           | 3-0      | Liverpool FC    | Tynecastle Stadium | barátságos        |
| 1897. április 29.    | Dundee FC           | 4-0      | Liverpool FC    | Dens Park Stadium  | barátságos        |